# Neoscona goliath
Neoscona goliath là một loài nhện trong họ Araneidae.
Loài này thuộc chi Neoscona. Neoscona goliath được Pierre L. G. Benoit miêu tả năm 1963.